# Graduation (album)
Graduation is het derde studioalbum van Kanye West. Het album werd op 11 september 2007 uitgebracht. Graduation, dat genomineerd was voor de Grammy Album of the Year, ontving drie Grammy Awards, waaronder Best Rap Album, dit maakte West de enige artiest, naast Eminem, die drie Best Rap Album Grammys wint.

## Achtergrond

### Titel
De titel van het album volgt het college thema dat hij al bij eerder albums gebruikte. Zijn vorige twee albums waren The College Dropout en Late Registration genaamd.

## Tracklist
1. Good Morning
2. Champion
3. Stronger
4. I Wonder
5. Good Life (met T-Pain)
6. Can't Tell Me Nothing
7. Barry Bonds (met Lil' Wayne)
8. Drunk and Hot Girls (met Mos Def)
9. Flashing Lights (met Dwele)
10. Everything I Am
11. The Glory
12. Homecoming
13. Big Brother
14. Good night (met Mos Def en Albe black)
15. Bittersweet poetry (met John Mayer) (staat niet op de meeste streamingdiensten)

## Varia
- De albumhoes werd ontworpen door Takashi Murakami, op zijn ontwerpen is ook de videoclip van openingsnummer Good Morning gebaseerd. De video beleefde zijn première in 2007 tijdens een expositie van zijn werk in het Brooklyn Museum of Art. De video werd echter niet uitgebracht voor muziekzenders en was dus ook niet op tv te zien. Pas in augustus 2008 werd de animatie beschikbaar op internet. Tijdens een expositie van Murakami in het Gugenheim Museum in Bilbao in 2009 werd in een aparte ruimte de video doorlopend vertoond.
- De digitale release van het album bevat de bonustrack Good Night met een gastoptreden van Mos Def.
- Daarnaast bevat de Japanse release van het album de bonustrack Bittersweet Poetry, waarbij het refrein door John Mayer gezongen wordt.
- Bittersweet poetry was oorspronkelijk een liedje voor het album Late Registration, maar Kanye West vond dat het liedje niet paste bij de sfeer van Late Registration.